# Simon & Schuster
Simon & Schuster je americké nakladatelství a dceřiná společnost Paramount Global. Bylo založeno 2. ledna 1924 v New Yorku Richardem L. Simonem a M. Lincolnem Schusterem. V roce 2016 byla společnost Simon & Schuster třetím největším vydavatelstvím ve Spojených státech a ročně vydávala 2 000 titulů pod 35 různými imprinty.